# خط طول 116° شرق
خط طول 116° شرق هو أحد خطوط الطول الجغرافية، والتي تمتد من القطب الشمالي الجغرافي إلى القطب الجنوبي الجغرافي، وحسب التحويل الزمني يتقدم خط طول 116° شرق عن خط غرينتش بـ7 ساعات و44 دقيقة.

## من القطب إلى القطب
ينطلق خط طول 116° شرق من القطب الشمالي نحو القطب الجنوبي مرورا بالمناطق التي ترد في الجدول التالي:
| الإحداثيات                           | البلد أو الإقليم أو البحر | ملاحظات |
| ------------------------------------ | ------------------------- | --- |
| 90°0′N 116°0′E / 90.000°N 116.000°E  | المحيط المتجمد الشمالي    | |
| 78°49′N 116°0′E / 78.817°N 116.000°E | بحر لابتيف                | |
| 74°21′N 116°0′E / 74.350°N 116.000°E | روسيا                     | ياقوتيا — Peschanyy Island |
| 74°16′N 116°0′E / 74.267°N 116.000°E | بحر لابتيف                | |
| 73°41′N 116°0′E / 73.683°N 116.000°E | روسيا                     | ياقوتيا إركوتسك أوبلاست — من 60°28′N 116°0′E / 60.467°N 116.000°E بورياتيا — من 57°14′N 116°0′E / 57.233°N 116.000°E Irkutsk Oblast — من 57°3′N 116°0′E / 57.050°N 116.000°E كراي عبر البايكال — من 56°52′N 116°0′E / 56.867°N 116.000°E Republic of Buryatia — من 55°22′N 116°0′E / 55.367°N 116.000°E Zabaykalsky Krai — من 54°28′N 116°0′E / 54.467°N 116.000°E |
| 49°59′N 116°0′E / 49.983°N 116.000°E | منغوليا                   | |
| 48°42′N 116°0′E / 48.700°N 116.000°E | جمهورية الصين الشعبية     | منغوليا الداخلية |
| 47°43′N 116°0′E / 47.717°N 116.000°E | منغوليا                   | |
| 45°38′N 116°0′E / 45.633°N 116.000°E | جمهورية الصين الشعبية     | Inner Mongolia خبي – من 41°46′N 116°0′E / 41.767°N 116.000°E بكين – من 40°34′N 116°0′E / 40.567°N 116.000°E Hebei – من 39°32′N 116°0′E / 39.533°N 116.000°E شاندونغ – من 37°21′N 116°0′E / 37.350°N 116.000°E خنان – لحوالي 8 km من 36°3′N 116°0′E / 36.050°N 116.000°E Shandong – من 35°58′N 116°0′E / 35.967°N 116.000°E Henan – من 34°34′N 116°0′E / 34.567°N 116.000°E آنهوي – من 33°52′N 116°0′E / 33.867°N 116.000°E خوبي – لحوالي 10 km من 31°1′N 116°0′E / 31.017°N 116.000°E Anhui – من 30°57′N 116°0′E / 30.950°N 116.000°E Hubei – من 30°14′N 116°0′E / 30.233°N 116.000°E جيانغشي – من 29°44′N 116°0′E / 29.733°N 116.000°E, مرورا بشرق نانتشانغ (في 28°40′N 115°53′E / 28.667°N 115.883°E) فوجيان – من 25°27′N 116°0′E / 25.450°N 116.000°E غوانغدونغ – من 24°51′N 116°0′E / 24.850°N 116.000°E |
| 22°50′N 116°0′E / 22.833°N 116.000°E | بحر الصين الجنوبي         | مرورا عبر the disputed جزر سبراتلي |
| 5°48′N 116°0′E / 5.800°N 116.000°E   | ماليزيا                   | صباح (ماليزيا) – on the جزيرة بورنيو |
| 4°21′N 116°0′E / 4.350°N 116.000°E   | إندونيسيا                 | On the جزيرة بورنيو |
| 3°31′S 116°0′E / 3.517°S 116.000°E   | بحر جاوة                  | مرورا بغرب لاوت (جزيرة), إندونيسيا (في 3°41′S 116°1′E / 3.683°S 116.017°E) · مرورا بشرق the جزر كانجيان, إندونيسيا (في 6°57′S 115°55′E / 6.950°S 115.917°E) |
| 7°12′S 116°0′E / 7.200°S 116.000°E   | بحر بالي                  | |
| 8°44′S 116°0′E / 8.733°S 116.000°E   | إندونيسيا                 | جزيرة لومبوك |
| 8°54′S 116°0′E / 8.900°S 116.000°E   | المحيط الهندي             | |
| 21°2′S 116°0′E / 21.033°S 116.000°E  | أستراليا                  | أستراليا الغربية – مرورا بشرق برث (في 31°57′S 115°52′E / 31.950°S 115.867°E) |
| 34°51′S 116°0′E / 34.850°S 116.000°E | المحيط الهندي             | Australian authorities consider this to be part of the المحيط الجنوبي[1][2] |
| 60°0′S 116°0′E / 60.000°S 116.000°E  | المحيط الجنوبي            | |
| 66°21′S 116°0′E / 66.350°S 116.000°E | القارة القطبية الجنوبية   | الإقليم الأسترالي في القارة القطبية الجنوبية، المطالب الإقليمية بالقارة القطبية الجنوبية by أستراليا |